# Phyllodoce grahamii
Phyllodoce grahamii là một loài thực vật có hoa trong họ Thạch nam. Loài này được (Hook.) Nutt. miêu tả khoa học đầu tiên năm 1843.